# BMW N52
Con la sigla BMW N52 si intende una piccola famiglia di motori a scoppio alimentati a benzina, prodotti a partire dal 2004 al 2011 dalla casa automobilistica tedesca BMW.

## Descrizione

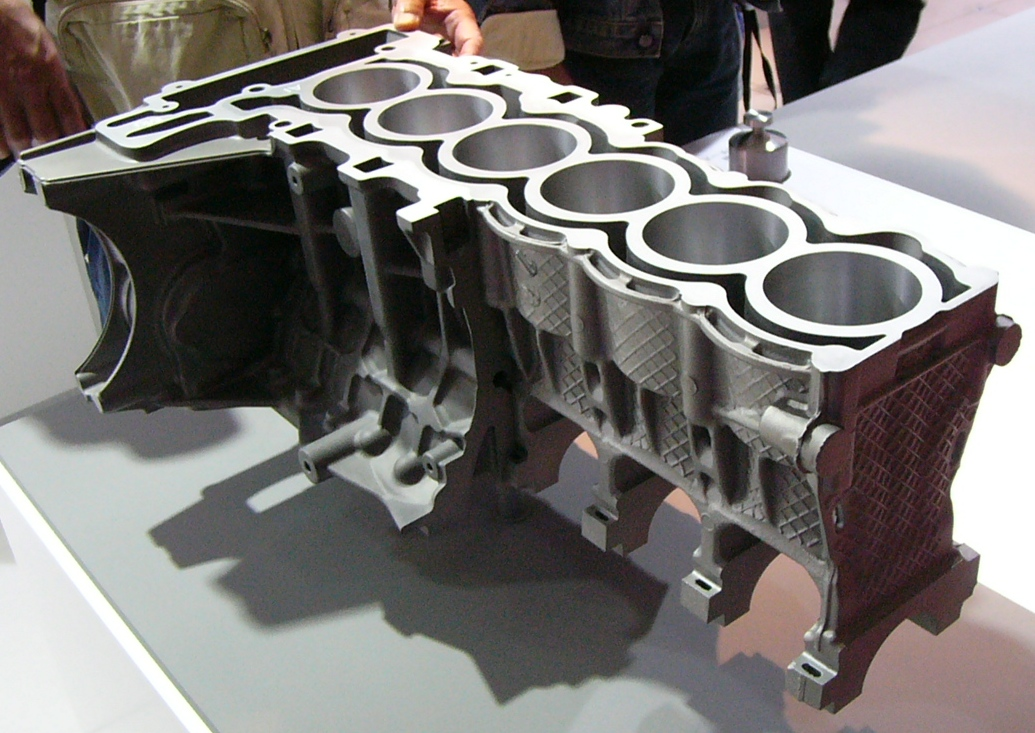
Blocco motore costruito in Al-Mg del 6 cilindri in linea BMW N52

Il motore N52 è un motore assai innovativo, poiché si tratta del primo motore al mondo con monoblocco realizzato interamente in lega di alluminio e magnesio. Possiede inoltre canne cilindri in lega di alusil (una lega composta di alluminio, silicio, rame e magnesio). L'utilizzo di queste leghe leggere, oltre a far risparmiare peso al motore stesso, consentono di disperdere meglio il calore grazie alla loro alta conduttività termica. In particolare, poi, le canne in alusil hanno sostituito quelle in nikasil, troppo sensibili alla corrosione a causa dei solfati presenti nel carburante.

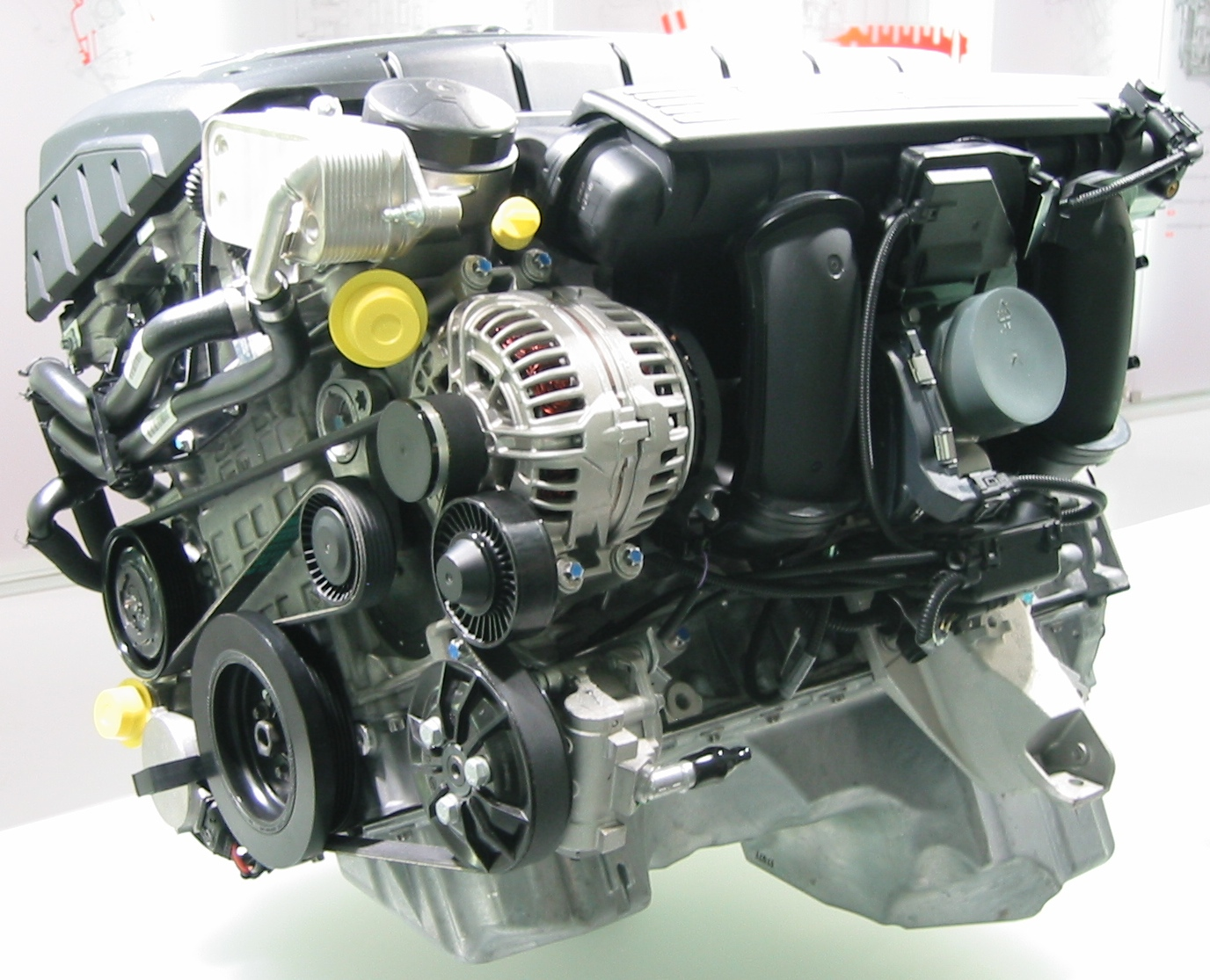
Un Motore BMW N52 al BMW Museum di Monaco

I motori della famiglia N52 hanno sostituito quelli della famiglia M54, dei quali mantengono la tradizionale architettura a 6 cilindri in linea. Molto sofisticato lo schema di distribuzione: in aggiunta alla tradizionale testata a 4 valvole per cilindro e con due assi a camme, troviamo anche il sistema doppio Vanos ed il sistema Valvetronic di seconda generazione.
Grazie alle sue caratteristiche, la famiglia di motori N52 riesce a ridurre sensibilmente i consumi e per la sua raffinatezza tecnica si è posizionato tra i primi 10 migliori motori dell'anno nel 2006 e nel 2007.
La famiglia di motori N52 spazia tra i 2.5 ed i 3 litri di cilindrata. Di seguito vengono illustrate le caratteristiche delle versioni che compongono tale famiglia.

### N52B25

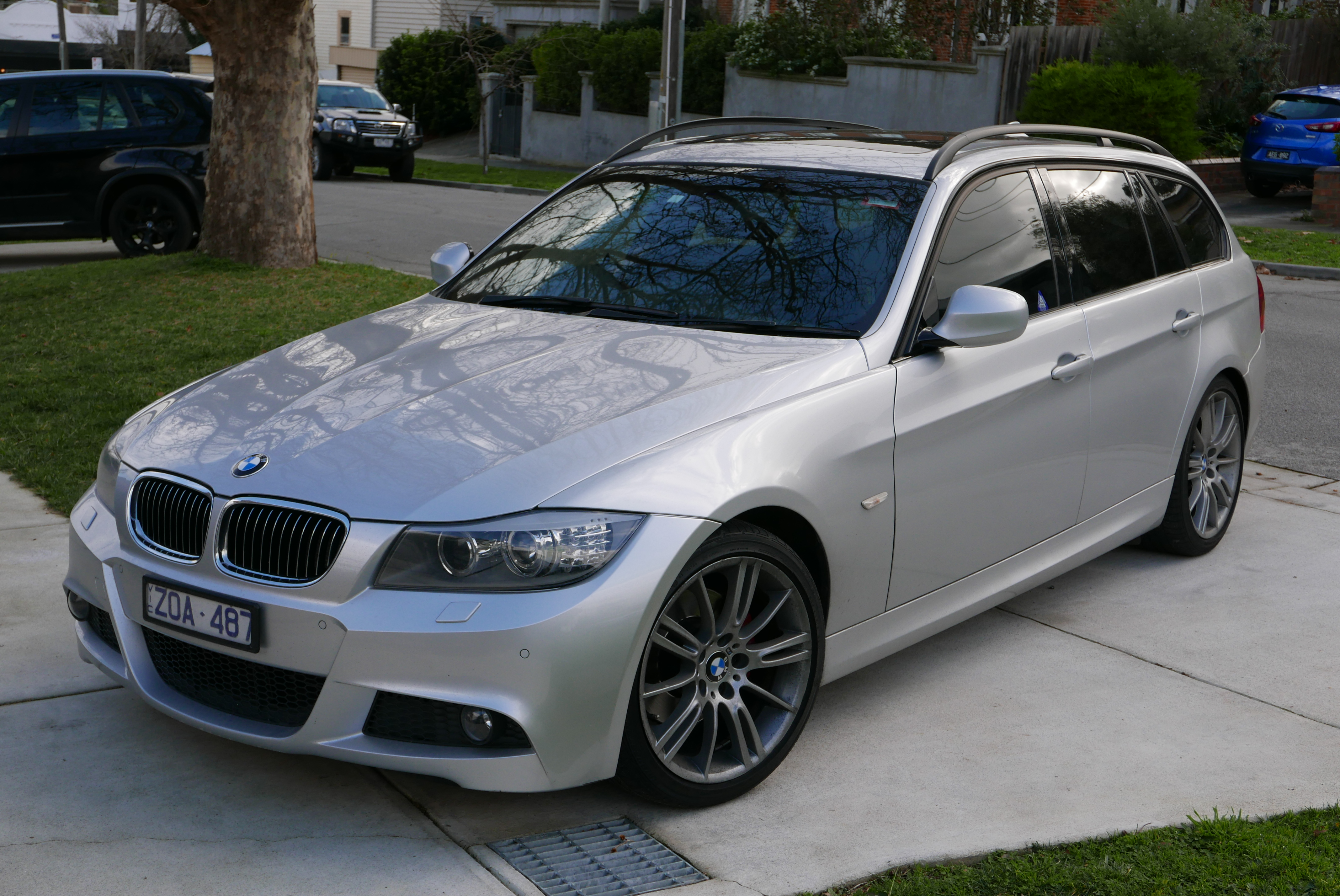
BMW 323i Touring dotata del motore N52

È la motorizzazione di base della famiglia N52. Le sue misure di alesaggio e corsa sono di 82x78.8 mm, per una cilindrata complessiva di 2497 cm³. È stata proposta in tre varianti di potenza: la prima raggiunge un picco di 177 CV a 5800 giri/min, con una coppia massima di 230 Nm a 3500 giri/min.
È stato montato sulle seguenti vetture:
- BMW 323i E90, non prevista in Italia, (2005-07);
- BMW 523i E60/E61 (2005-07);
- BMW Z4 E85 2.5i (2006-09).

Nella seconda variante, tale unità eroga una potenza massima di 218 CV a 6500 giri/min, con un picco di coppia pari a 250 N·m tra i 2750 ed i 4250 giri/min.
Questo motore è stato montato sui seguenti modelli:
- BMW 325i/325xi E90/E91 (2005-08);
- BMW 325i/325xi E92/E93 (2006-07);
- BMW 525i/525xi E60/E61 (2005-07);
- BMW Z4 E85 2.5si (2006-09);
- BMW X3 2.5si E83 (2006-10).

Infine, la terza variante eroga una potenza massima di 204 CV a 6400 giri/min, con una coppia massima di 250 Nm a 2750 giri/min. L'unica applicazione per questo motore è stata sulla BMW Z4 E89 sDrive23i, prodotta dal 2009 al 2011.

### N52B30

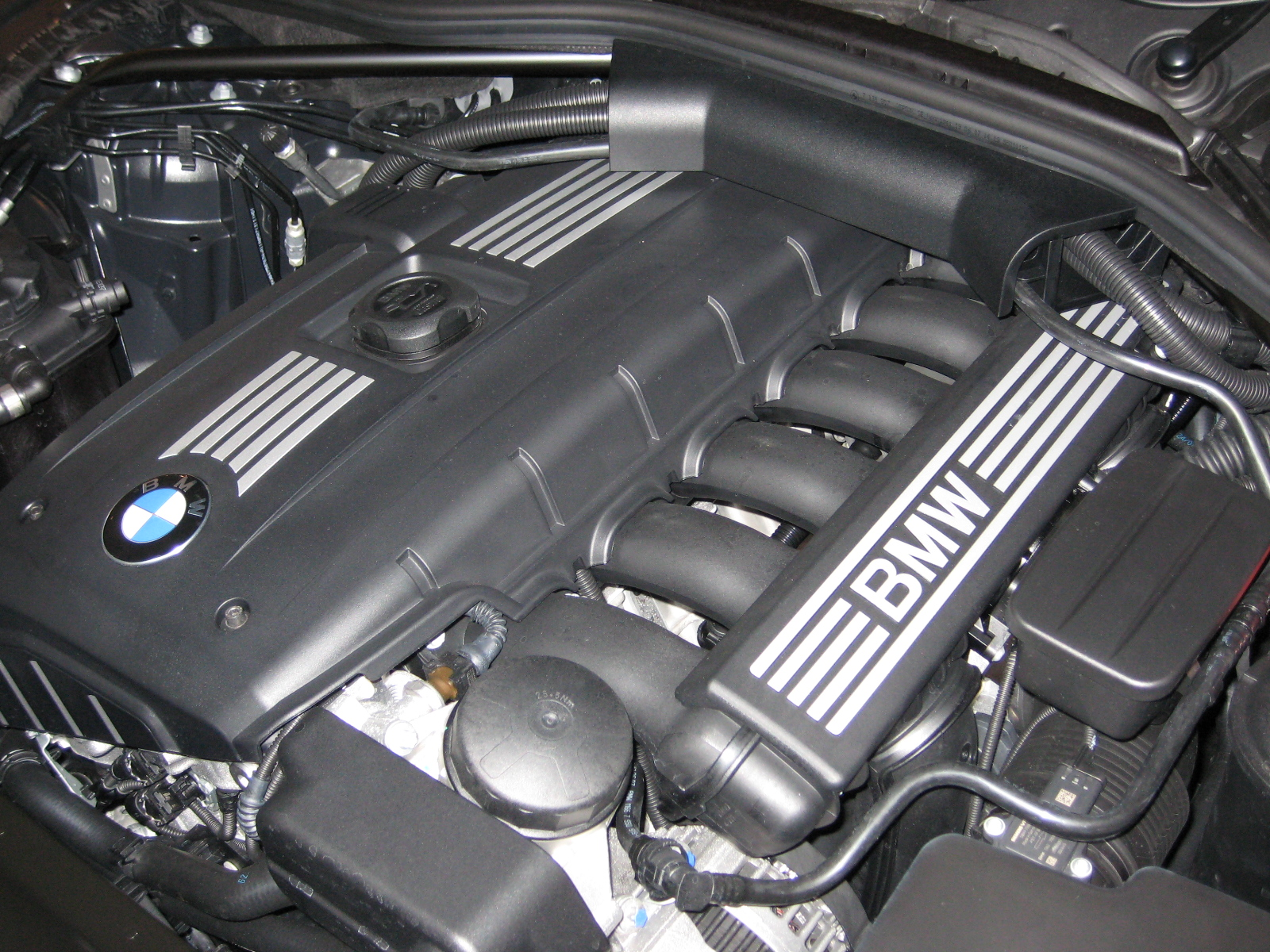
Motore BMW N52B30A da 3.0 litri di una BMW 530i E60

È la versione con cui la famiglia N52 ha esordito nel 2004. Si tratta di un motore le cui misure di alesaggio e corsa sono di 85x88 mm, per una cilindrata complessiva di 2996 cc. Questo motore è stato prodotto per il mercato europeo in tre varianti di potenza: inizialmente ne sono state proposte due, una da 258 e l'altra da 265 CV, in entrambi i casi a 6600 giri/min, con picchi di coppia rispettivamente pari a 300 e a 315 N·m (rispettivamente raggiunti tra i 2500-4000 giri/min ed a 2750-4250 giri/min). Successivamente, alla fine del 2006, è stata introdotta una terza versione, in grado di erogare una potenza massima di 272 CV a 6650 giri/min, con una coppia massima pari a quella della versione da 265 CV, sia in valore che in regime.
Ed ancora, per il mercato statunitense, sono state realizzate ulteriori versioni, caratterizzate come segue:
- 215 CV a 6250 giri/min e 250 N·m a 2750 giri/min;
- 230 CV a 6500 giri/min e 271 N·m a 2750 giri/min;
- 255 CV a 6600 giri/min e 300 N·m a 2750 giri/min;
- 260 CV a 6600 giri/min e 305 N·m a 2750 giri/min.

Tale motore, grazie al suo ampio ventaglio di versioni (tre per il mercato europeo e ben quattro per il mercato statunitense), è stato utilizzato su svariati modelli BMW.
Consideriamo innanzitutto il mercato europeo. La versione da 258 CV, quella di potenza più bassa, è stata montata su:
- BMW 330i E90/E91/E92/E93 (2005-07);
- BMW 530i E60/E61 (2005-07);
- BMW 630i E63/E64 (2004-07);
- BMW 730i E65/E66 (2006-08);
- BMW Z4 E89 sDrive30i (2009-11).

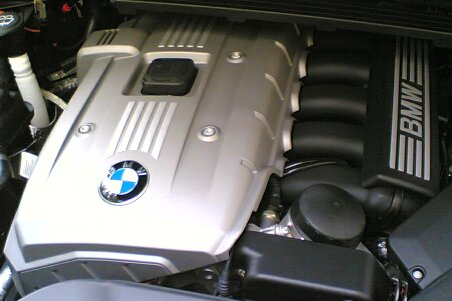
Motore BMW N52B30 montato su una BMW 130i M Sport

La versione da 265 CV è invece stata montata su:
- BMW Z4 3.0si E85/E86 (2006-09);
- BMW 130i E87 (2005-11).

Ed ecco le applicazioni della versione da 272 CV:
- BMW 630i E63-64 (2007-10);
- BMW X3 3.0si E83 (2006-10);
- BMW X5 3.0si E70 (2007-10).

Per quanto riguarda invece il mercato statunitense, e partendo dalla motorizzazione meno potente, troviamo la versione da 215 CV, che è stata montata unicamente sulla Z4 3.0i Roadster.
Salendo di livello, la versione da 230 CV, montata su:
- BMW 128i Coupé;
- BMW 325i, 328i E90/E91/E92/E93;
- BMW 528i E60/E61.

La versione da 255 CV ha equipaggiato solo la Z4 3.0si Roadster, mentre la versione da 260 CV è stata montata sotto il cofano delle X3 ed X5 3.0si E70.
Per finire, i motori N52 sono stati affiancati nel 2007 dai più sofisticati motori N53, i quali sono derivati strettamente dai motori N52 stessi.